# UoSAT 2

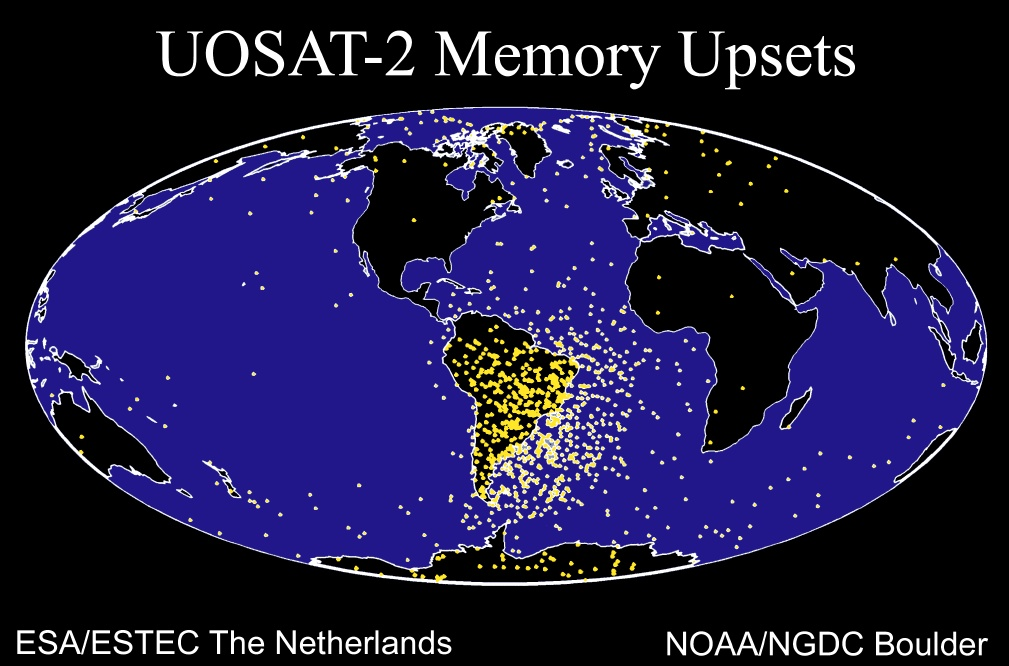
Gehäufte Speicherfehler des Satelliten im Gebiet der Südatlantischen Anomalie

UoSAT 2 (auch UoSAT-OSCAR 11) ist ein britischer Amateurfunksatellit.
Er wurde an der University of Surrey gebaut und am 1. März 1984 als Sekundärnutzlast zusammen mit dem Erdbeobachtungssatelliten Landsat 5 mit einer Delta 3920 an der Vandenberg Air Force Base in einen Low Earth Orbit gestartet.
Der Satellit sendet Bilder seiner CCD-Kamera sowie Signale seines Sprachsynthesizers. Dieser wurde auch verwendet, um der sowjetisch-kanadischen Expedition, die 1988 den Nordpol auf Skiern erreichte, ihren mit COSPAS-SARSAT ermittelten Standort mitzuteilen, da GPS-Navigation damals noch nicht in Gebrauch war.